# Criminal Activities
Criminal Activities è un film del 2015 diretto da Jackie Earle Haley.

## Trama
Un gruppo di amici si ritrova in occasione del funerale di un loro ex compagno di classe. Dopo la funzione uno di loro rivela di avere ricevuto delle informazioni da un insider di Wall Street in merito ad un investimento sicuro.
Abbagliati dalla possibilità di diventare milionari, i protagonisti si gettano a capofitto nell’affare che, sfortunatamente, non va a buon fine, causando la perdita totale dell’investimento e lasciando uno di essi nei guai. Quest’ultimo infatti deve vedersela con Eddie, un mafioso a cui si era rivolto al fine di racimolare la quota necessaria per prendere parte all’affare.
Per saldare il loro debito, quindi, i quattro amici sono costretti a rapire il nipote di un rivale di Eddie.